# Langiás (ås i Island, lat 66,05, long -15,96)
Langiás är en ås i republiken Island. Den ligger i regionen Norðurland eystra, 300 km nordost om huvudstaden Reykjavík.